# 1921. évi III. törvénycikk
Az 1921. évi III. törvénycikk (1921:III. törvénycikk; népszerű nevén rendtörvény) az állami és társadalmi rend hatályosabb védelméről szóló törvény volt Magyarországon a két világháború között.
A magyar Tanácsköztársaság leverése után az ellenforradalmi rendszer fontos törekvése volt, hogy a kommunista mozgalmat az állami és társadalmi rend védelmére hivatkozva törvényen kívül helyezze. A törvényt 1921. április 6-án hirdették ki és a törvény ezen a napon is lépett hatályba. 

## Fő tartalma
Ez a törvény büntetés alá vonja azt, aki az állam és társadalom törvényes rendjének erőszakos felforgatására vagy megsemmisítésére, különösen valamely társadalmi osztály kizárólagos uralmának erőszakos létesítésére irányuló mozgalmat vagy szervezkedést kezdeményez vagy vezet, aki ilyenben részt vesz, azt előmozdítja, arról tud s fel nem jelenti, annak létesítésére izgat vagy mást felhív, aki a katonaság intézménye, a fegyveres erő, a csendőrség, rendőrség ellen gyűlöletre vagy fegyelmük ellen izgat, engedetlenségre hív fel, aki a magyar állam vagy a magyar nemzet megbecsülését csorbító vagy hitelét sértő tényt állít vagy terjeszt, aki a magyar állam vagy a magyar nemzet ellen meggyalázó kifejezést használ vagy ilyen cselekményt követ el.

A törvény indokolása a következőket hangsúlyozza:

„Az 1. § határozza meg az alaptípusát azoknak a bűncselekményeknek, amelyek az állam és a társadalom fennálló törvényes rendjének felforgatására vagy megsemmisítésére irányuló mozgalom vagy szervezkedés körül kifejtett tevékenységgel követhetők el. Az e szakaszban meghatározott bűncselekménynek a 2. és a 3. § csak minősített eseteit tartalmazza.
Azt a határvonalat, amelyen túl a jogállam fogalmából következő szabad véleménynyilvánítás és a meggyőzés szabadsága megszűnik és a törvényes rendet rombadőléssel fenyegető közveszélyes állambontó tevékenység kezdődik, a javaslat az állam és a társadalom fennálló törvényes rendjének jogellenes felforgatására vagy megsemmisítésére irányuló mozgalom vagy szervezkedés fogalmában találja meg. Az, aki oly szervezkedést vagy mozgalmat kezdeményez vagy vezet, tehát aki a jogellenes felforgatás vagy megsemmisítés céljának megvalósításához szükséges személyi és tárgyi feltételeket létrehozni igyekszik, már kilép abból a keretből, amelybe a létező intézmények tárgyilagos bírálata tartozik. Az ilyen egyén nem tarthat számot arra a védelemre, amelyet a jogállam a tárgyilagos gondolatközlés és a kapacitáció szabadságának biztosít. A tömegmozgalmakban rejlő nagy közveszély kötelességévé teszi az államnak, hogy az említett irányú mozgalmat vagy szervezkedést akadályozza meg és amennyiben ez bármely okból nem történt meg, mindazokat, akik ily mozgalomnak vagy ily szervezkedésnek létrehozatalában bűnösek, szigorúan büntesse meg, egyrészt megtorlásul, másrészt azért, hogy elriasztó hatást gyakoroljon.”

## Szerkezete
- 1. Az állami és társadalmi rend felforgatására vagy megsemmisítésére irányuló bűntettek és vétségek (1. – 6. §§)
- 2. A magyar állam és a magyar nemzet megbecsülése ellen irányuló bűntettek és vétségek (7. – 8. §§)
- 3. Mellékbüntetések (9. – 10. §§)
- 4. Hatásköri és eljárási szabályok (11. – 14. §§)
- 5. Záró rendelkezés (15. §)